# 15 juli-martyrernas bro
15 juli-martyrernas bro, även kallad Den första Bosporenbron, är den första av tre broar över Bosporen i Istanbul, Turkiet (de andra är Fatih Sultan Mehmet-bron, även kallad Den andra Bosporenbron, samt Yavuz Sultan Selim-bron, även kallad Den tredje Bosporenbron). Då Bosporen separerar Europa från Asien, sammanbinder bron två kontinenter. Den går mellan Ortaköy på den europeiska sidan och Beylerbeyi på den asiatiska.

Bron är en hängbro med stålpyloner och zickzackande stålkablar som håller upp den 1510 m långa och 39 m breda körbanan. Spannet mellan pylonerna är 1074 m, vilket gör den till världens 16:e längsta hängbro. Den stod färdig 1973.

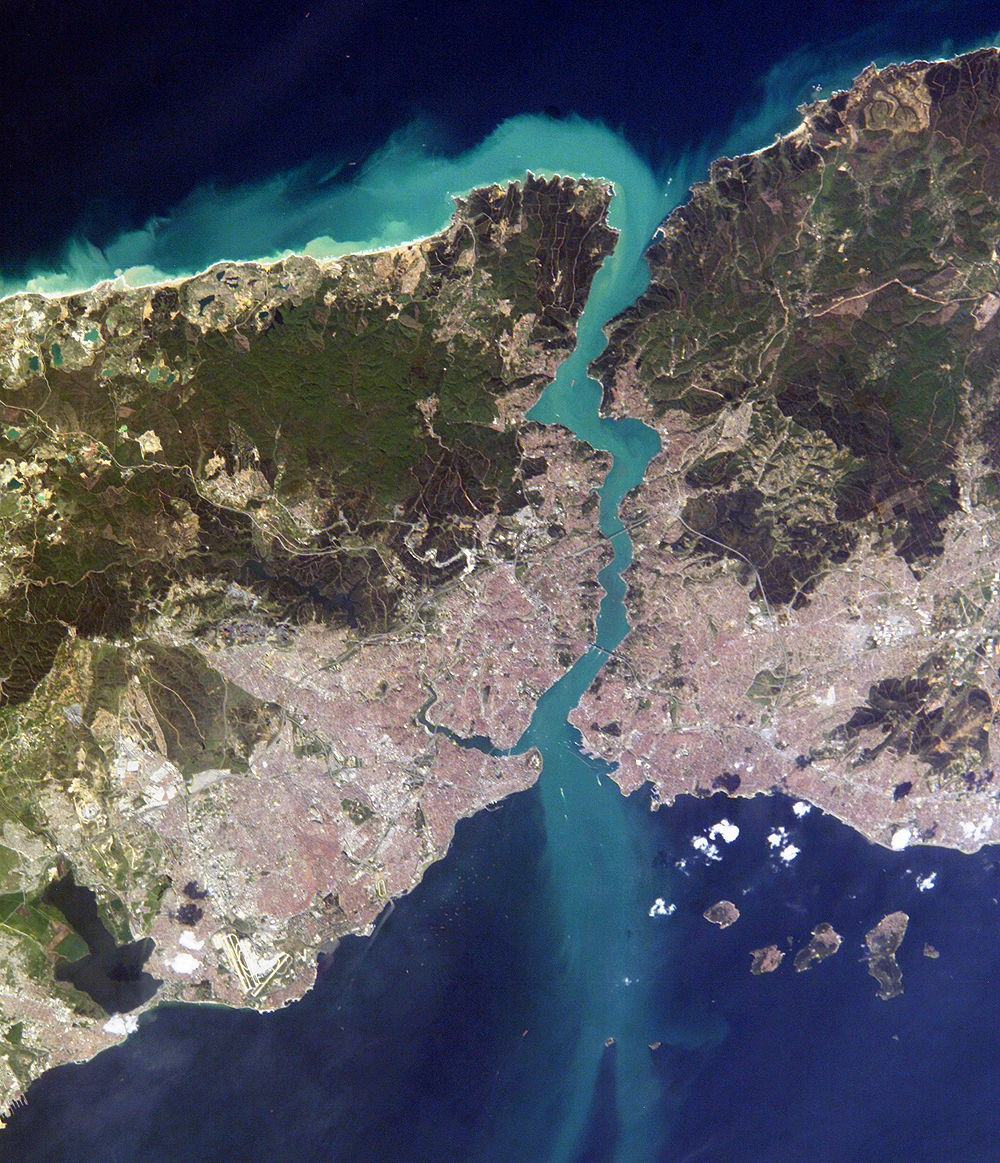
Bosporen

## Historia
Den första bron som sammanbinder Europa och Asien uppfördes av perserkungen Dareios den store år 493 f.Kr. Dareios pontonbro var 900 meter lång pontonbro och gick över det sydliga inloppet till Bosporen vid Byzantion.
Beslutet att bygga en modern bro över Bosporen togs 1957 av premiärminister Adnan Menderes, men kontraktet med det brittiska bolaget Freeman Fox & Partners skrevs under först 1968. För ritningarna stod britterna Sir Gilbert Roberts och William Brown. Själva bygget påbörjades i februari 1970 och utfördes av en arbetsstyrka på 35 ingenjörer och 400 byggarbetare. Den 30 oktober 1973 stod bron klar, endast en dag efter Republiken Turkiets femtioårsdag. Öppningsceremonin leddes av president Fahri Korotürk och premiärminister Naim Talu. I ett moment i ceremonin gick den amerikanske komikern och Unicef-ambassadören Danny Kaye utklädd som clown över bron tillsammans med en grupp turkiska barn. En stor folksamling försökte sedan ansluta sig till Kayes grupp, vilket fick som följd att bron började vibrera och folksamlingen tvingades tillbaks för att undvika skador. Kostnaden för bygget uppgick till cirka 200 miljoner amerikanska dollar.
Den 25 juli 2016 meddelade den turkiska premiärministern att bron byter namn från Bosporenbron till 15 juli-martyrernas bro, med anledning av kuppförsöket den 15 juli 2016 där 290 personer miste livet.

## Transporter och teknik
Motorvägsbron har totalt åtta filer, varav två är reserverade för utryckningsfordon samt två för gångtrafik. Under morgontimmarna går rusningstrafiken främst åt det europeiska hållet, varför fyra av de sex vanliga filerna då går åt västlig riktning och bara två i östlig. Vid kvällsrusningen byts riktningen på två av filerna så att det istället är fyra filer i den östliga riktningen.
Under brons första fyra år kunde promenadfilerna användas av gångtrafikanter, men numera är den avstängd för sådan trafik. Även tunga kommersiella fordon såsom lastbilar är förbjudna att passera bron.
Cirka 180 000 fordon passerar dagligen bron i vardera riktning. Den 29 december 1997 passerades en miljard överfarter.
Bron är en betalbro med 13 betalstationer på den asiatiska sidan. Kostnaden gäller endast för överfart från den europeiska till den asiatiska sidan.För att underlätta trafikflödet accepteras ej kontanta betalningar, utan sker istället med olika underlättande system, till exempel automatisk betalning eller betalning med speciella magnetiska kort (kontant betalning accepteras dock vid Fatih Sultan Mehmet-bron). År 2006 var avgiften motsvarande omkring 15 kronor (2 USD).

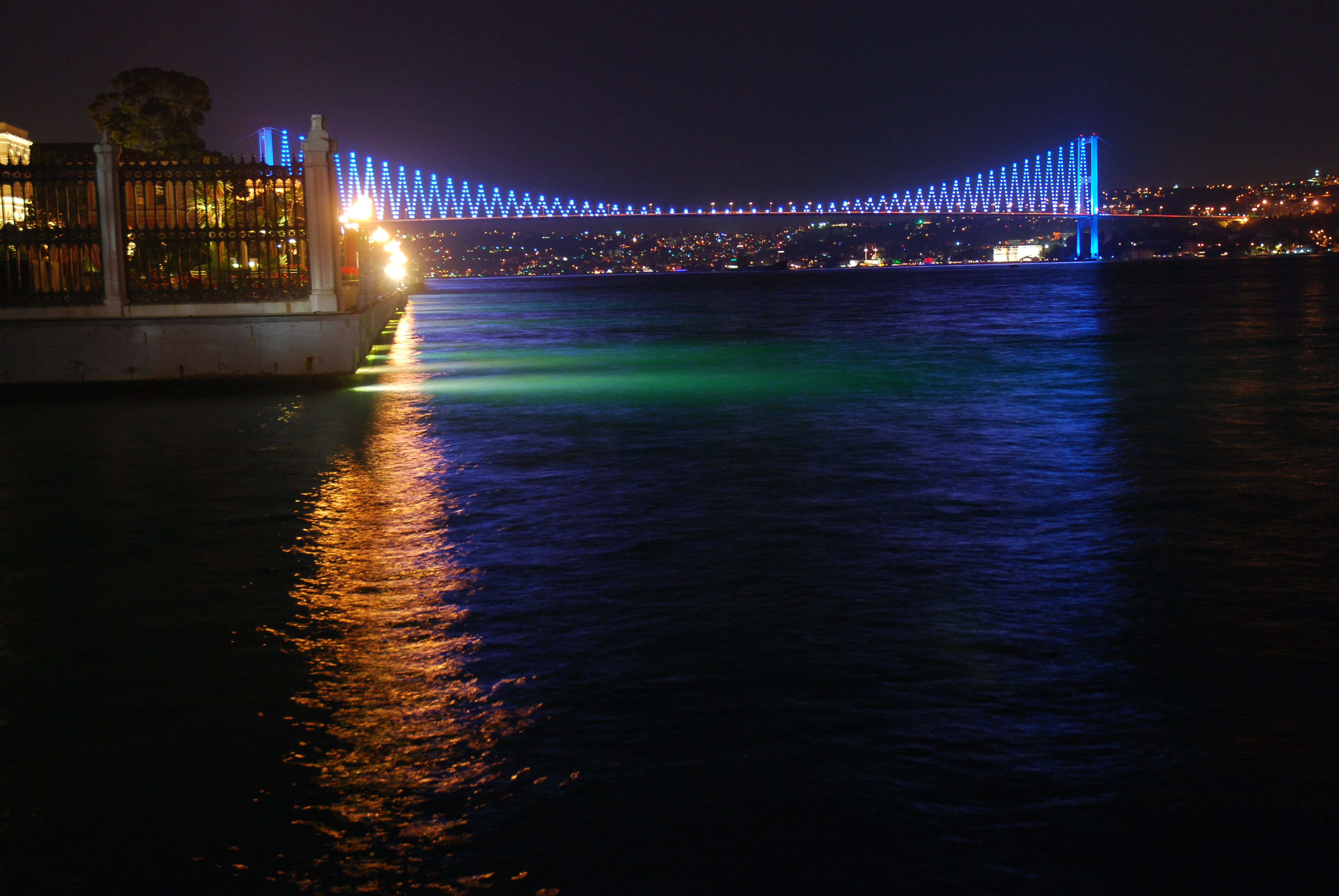
Nattlig vy över bron

Vid speciella tillfällen i oktober varje år tillåts gångtrafikanter att passera över bron. Dessa tillfällen utnyttjas till exempel av turister för att avnjuta en picknick tillsammans med utsikten.
Sedan 2007 lyses bron upp av ett datoriserat system av LED-lampor utvecklat av Philips, där både färg och mönster kan varieras.